# Kosiki

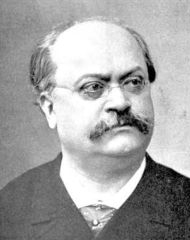
Charles Lecocq

Kosiki är en opéra comique i tre akter med musik av Charles Lecocq och libretto av William Busnach och Armand Liorat. Den hade premiär på Théâtre de la Renaissance i Paris den 18 oktober 1876 med bland andra Zulma Bouffar och Jean-François Berthelier i huvudrollerna. Med tanke på Lecocqs tidigare succéer var den första säsongens 75 föreställningar en besvikelse.
Operetten utspelas i Japan under en obestämd historisk period och handlar om försöket från en medlem av den kejserliga familjen att ta makten genom att föra bort den sanna arvtagaren och ersätta den med en flicka. I slutet återfinns arvingen och allt slutar väl.

## Historia
1876 hade Lecocq komponerat fyra framgångsrika operetter och slagit kassarekord med Madame Angots dotter (1872) och ersatt Jacques Offenbach som Paris mest populära kompositör. I början av 1870-talet hade han sin bas i Bryssel. Hans första stora succé att ha premiär Paris efter sin återkomst dit var La Petite Mariée som skrevs för Théâtre de la Renaissance 1875. Kosiki blev dess efterföljare på den scenen. William Busnach och Armand Liorat, författarna som anlitades av operachefen Victor Koning, var erfarna librettister och hade arbetat tillsammans och var för sig med sådana kompositörer som Offenbach, Georges Bizet, Léo Delibes och Louis Varney, och i Busnachs fall med Lecocq.
Efter den litterära succén med Comte de Beauvoirs reseberättelser i fjärran östern uppstod en vurm för japanskt tema i Paris. Verket skulle ursprungligen kallas för L'Héritier présomptif, en titel som övergavs till förmån för Le Mikado. Det rapporterades i fransk och brittisk press att den senare titeln bannlystes av censuren på uppmaning av japanska diplomater. Titeln Kosiki antogs kort tid före premiären.

## Uppsättningar
Liksom de flesta Paristeatrar på den tiden stängde Renaissance under sommarmånaderna. Efter sommaruppehållet 1877 trodde man att Koning skulle sätta upp efterföljaren till Kosiki, La Marjolaine, som hade varit framgångsrik före sommaren. Stjärnan i La Marjolaine, Jeanne Granier, hade varit opasslig och återhämtade sig i Schweiz; Kosiki valdes istället och mottogs väl, och spelades ytterligare 31 gånger.
Operetten sattes upp på åtskilliga teatrar i Italien, Hamburg och Berlin, men varken i London eller New York.

## Mottagande
Kritiken varierade från ljummet till utmärkt. I Les Annales du Théâtre et de la Musique fann Édouard Noël och Edmond Stoullig librettot ofärdigt - "glädjen saknar, de komiska rollerna är inte bra; den förblir matt och färglös" - och musiken var likaledes en besvikelse: "den saknar rörlighet, schvung och originalitet. Den är alltid bra gjord, elegant, utvecklad i formen; men det finns inga höjdpunkter, inspirationen synes trött, och det melodiska flödet är utfört i andra hand." Kritikerna ansåg att Lecocq skrev för mycket musik för att bibehålla kvaliteten han var kapabel till. Kritikern i Londontidningen The Daily Telegraph var mer imponerad och skrev att inget beröm var högt nog för musiken, som var värd att framföras på Opéra-Comique – "M. Lecocqs riktiga plats är bredvid Hérold och Auber". The Musical World fann musiken "skarp, sprudlande, musikerlik" utan tillstymmelse till vulgaritet. Musiktidskriften The Era ansåg att musiken var Lecocqs bästa sedan Madame Angots dotter och förutspådde stycket stor succé.

## Originalbesättning
- Namitou – Eugène Vauthier
- Fitzo – Félix Puget
- Xicoco – Jean-François Berthelier
- Sagari – M. Urbain
- Soto-Siro – M. William
- Kosiki – Zulma Bouffar
- Nousima – Marie Harlem
- Nankaï – Pauline Lasselin
- Soutza – Mlle. Notermann
- Osaka – Mlle. Davenay
- Tougoum – Mlle. Daucourt
- Nangasaki – Mlle. Ribe
- Tin-Tin – Mlle. Nina
- Lili – Mlle. Darenne

## Handling
Operetten utspelas i den japanska staden Edo (nuvarande Tokyo).

### Akt 1: Det kejserliga tronrummet
Kejsaren har varit död i sex månader och den officiella hovsorgen lider mot sitt slut. En folksamling samlas framför den tomma tronen. Premiärministern Xicoco ber dem att förbereda kröningsfirandet av prins Kosiki som den nye kejsaren. Kosiki är en naiv person helt under Xicocos kontroll, och han protesterar inte när den senare föreslår att en kejsare behöver en kejsarinna, företrädesvis Xicocos dotter Nousima. Hon är förälskad i Xicocos nevö Sagami, men Xicoco är fast besluten att hon ska äkta Kosiki, och han förbereder bröllopet.
Mitt i all glädje befinner sig två figurer med besvär: Fitzo, en fattig gatugycklare och hans fader Soto-Siro är båda under dödshot. I sin entusiasm att hylla den nye kejsaren har Fitzo börjar underhålla massorna innan den officiella sorgeperioden var slut - ett allvarligt brott. Kosiki intresserar sig för saken och benådar de båda. Han imponeras av Fitzo till den grad att han utnämner honom till sin rådgivare.

### Akt 2: Kosikis budoar
Den nya kejsarinnan är besviken över sin makes ointresse. Sagami kallas in för att instruera Kosiki i konsten att uppvakta, men Kosiki förblir oemottaglig för kvinnlig charm. Det framkommer att Kosiki inte är en ung man, utan en ung kvinna. Strax efter att Kosiki föddes arrangerade den gamle kejsarens elaka kusin Namitou, som krävde tronen, så att den riktige arvtagaren fördes bort och ersattes med en flicka; kvinnor kan inte ärva tronen. När den gamle kejsaren upptäckte bytet kastade han Namitou i fängelset och löste problemet med arvet. Han uppfostrade barnet som en pojke och höll det i okunskap om skillnaderna mellan könen.
Namitou har flytt från fängelset och hoppas kunna kräva tronen som rättmätig manlig arvinge. Olyckligtvis har han bytt kläder med en person som fängslats efter att ha stulit kejsaren pengar. Xicoco känner igen fången och kastar honom i floden. Han överlever och avslöjar Kosiki som kvinna och kräver tronen. Kosiki och Fitzo flyr från palatset.

### Akt 3: En trädgård nära palatset
Fitzo och Kosiki försörjer sig med jonglering. Det framkommer att pojken som rövades bort på Namitous orders aldrig dödades: hans kidnappare vägrade utföra dådet och överlämnade barnet till en fattig kvinna. Xicoco upptäcker att barnet var Fitzo, som nu kallas till tronen. He har Kosiki vid sin sida; Nousima gifter sig med Sagami, och Namitou blir förlåten.

## Musiknummer
- Akt 1
  - Overture
  - Ensemble (Kör, Sagami. Xicoco) – Chantons l'hymne funéraire
  - Kör – Gaîment déployons la bannière
  - Couplets (Nousima) – Ah ! que la vie était maussade
  - Duett (Nousima, Sagami) – Mon petit Sagami
  - Couplets (Namitou) – Ce n'est pas une sinécure
  - Kör – Le voici, le maître du monde
  - Couplets (Kosiki) – Voyez ces beaux cheveux d'ébène
  - Kör – Elle s'avance
  - Ensemble (Kosiki, Nousima, Fitzo, Sagami, Xicoco, Soto-Siro, Chorus) – Grâce ! grâce!
  - Couplets (Fitzo) – J'ai pour émerveiller les foules
  - Kör – Léger comme l'oiseau
  - Duett (Kosiki, Fitzo) – Quoi! Fitzo, malgré la misère
  - Final (Kosiki, Nousima, Fitzo, Sagami, Xicoco, Chorus) – Aux pieds de la divine idole
- Akt 2
  - Entr'acte
  - Buffo trio (Fitzo, Sagami, Xicoco) – La bonne place
  - March (Kosiki, Fitzo, Sagami, Xicoco, Chorus) – Voici le coffre
  - Rondo (Kosiki) – Gardez-vous d'être trop rapide
  - Bröllopsång (Xicoco) – C'est une fleur!
  - Trio (Kosiki, Nousima, Sagami) – Approche un peu
  - Romance (Fitzo) – Et moi, moi qui, dans un moment
  - Couplets (Kosiki) – Allons, que rien ne t'effarouche
  - Couplets (Namitou) – Jadis certaine altesse
  - Duett och ensemble (Kosiki, Fitzo, Nousima, Sagami, Xicoco, Namitou, Chorus) – Il dit vrai
  - Couplets (Kosiki) – Oui, j'abandonne sceptre et couronne
  - Final (Kosiki, Fitzo, Nousima, Sagami, Xicoco, Namitou, Kör)
- Akt 3
  - Entr'acte
  - Kör – Que la joie ici respire
  - Couplets (Kosiki) – Par bonheur, j'étais sous la garde
  - Couplets (Namitou) – Dans la forteresse où naguère
  - Kör – Sautons, dansons
  - Couplets (Kosiki, Fitzo) – Admirez sous ces traits bizarres
  - Duett (Fitzo, Kosiki) – En toi vais-je trouver
  - Final (Alla) – Le plaisir ici nous invite